# Žagar
A Žagar egy alternatív-elektronikus-pszichedelikus zenét játszó magyar együttes.

## A zenekar története
Az együttes karrierje 2001-ben kezdődött, amikor a Yonderboi Quintett három tagja (Zságer Balázs, Kovács Andor és DJ Bootsie) Lázár Tiborral kiegészülve a Yonderboi-on kívül is elkezdett zenélni. Ekkor még Pulzus néven léptek fel.
2002 nyarán már Žagar néven zenélnek, itthon és külföldi fesztiválokon. Ekkor készült el az első lemezük, amin a vonósnégyesek mellett Kutzora Edina énekesnő, és Ligeti György énekes is közreműködött.
Bemutatkozó lemezük, a Local Broadcast 2002-ben jelent meg, az UCMG/Ugar Kiadónál, illetve Ausztriában 2003-ban a Universal gondozásában. Ezen az albumon hallható Blindfight szám bekerült a CSI: A helyszínelők című sorozatba, mint a Szezon albumról a Train és a Cannot Walk Fly Instead albumról a Three Season Fall.
Második lemezük a Cannot Walk Fly Instead 2007-ben jelent meg. Az ezen a korongon szereplő Wings of Love az Underground Dívák (Kutzora Edina, Péterfy Bori, Sena, Németh Juci, Hodosi Enikő, Judie Jay) közreműködésével második lett a nemzetközi dalszerző versenyen (International Songwriting Competition), valamint 2007-ben a Radio Café szavazása alapján ez a dal lett az év dala.
Ekkor már Ligeti György és Zságer-Varga Ákos basszusgitáros is aktív tagja a zenekarnak. 
2010 októberében Kovács Andor, a Mavu és több lírai dal szerzője kilép a zenekarból. A gitáros szerepét Ligeti György tölti be.
2017 év végén DJ Bootsie (scratch) is kilép a zenekarból, és még inkább a saját projektjére fókuszál. 
2018-ban Ligeti Gyuri is távozik a zenekarból.  
2019-ben a Woods, Spirits & Sorcery albumon Ferenczy Bukky csatlakozik a zenekarhoz közreműködő énekesként.

## Elismerések
- Fonogram díj – Az év hazai elektronikus zenei albuma

## Tagok

### Jelenlegi tagok
- Zságer Balázs − ének, billentyűk
- Zságer-Varga Ákos − basszusgitár

### Korábbi tagok
- Lázár Tibor − dob
- Ligeti György − ének, gitár
- DJ Bootsie − scratch
- Kovács Andor − gitár, basszusgitár

### Közreműködők
- 2002, 2004 − Kutzora Edina (vocal)
- 2007 − Underground Divas: Kutzora Edina, Péterfy Bori, Sena, Németh Juci, Hodosi Enikő, Judie Jay (vocal)
- 2019 − Ferenczy Bukky (vocal)

## Diszkográfia
- 2002 − Local Broadcast
- 2004 − Eastern Sugar (soundtrack)
- 2007 − Cannot Walk Fly Instead
- 2013 − Light Leaks[3]
- 2015 − My Night Your Day (soundtrack)
- 2018 − Anniversary Remix Edition (2x LP)
- 2019 − Woods, Spirits & Sorcery

## Külső hivatkozások
- Hivatalos oldal(angolul)
- MySpace (angolul)